# 毕江
毕江（1916年—1992年7月），曾名张永福，彝族，云南石林县板桥乡小者乌龙村人。中华人民共和国政治人物。

## 生平

### 民国时期
早年先后在路南县小学、昆华中学和省财税训练班读书。后在晋宁税务局和昆明税务局工作。1938年，参加民主青年同盟，1939年7月加入中国共产党。1941年皖南事变后，中共昆明地下党组织活动转入地下单线联系；毕江、李天柱等人联络进步青年进行地下活动。1943年夏，昆明高原书店开业，李天柱为经理，毕江任营业主任，主要发售重庆、桂林经销的革命进步书刊，如《新华日报》、《群众周刊》等，并与解放区的新华书店建立了联系。同时，秘密刻印云南地下省工委的《战斗月报》。1944年10月初，高原书店被当局查封，并下令通缉李天柱和毕江。在省工委的安排下，两人经过一段时间的隐蔽，组织决定李天柱到滇东，毕江到路南。毕江到了路南中学找到杨一波，继续进行地下工作。抗日战争结束后，毕江返回昆明，但很快由于发生一二·一惨案和李闻事件（李公朴、闻一多被害），中共地下党派遣毕江到公路沿线作调查。
1947年6月，根据云南省工委的安排，毕江化名张永福，以泸西县新民乡乡文书的身份为掩护，与地下党员赵国徽、杨兴甲成立中心支部，赵国徽任书记，毕江任组织委员，杨兴甲任宣传委员。1949年1月，组建了以毕江为书记，蒋程高、赵佩兰为委员的中共路南县工委，开办训练班、进行兵运活动，成立路南游击大队。1949年4月，中共路南县委成立，毕江任书记。同年10月，组建二支队护乡第三团，毕江兼任政委。

### 共和国时期
中华人民共和国成立后，1950年初，毕江调弥泸地委会工作。同年3月，任路南县临时人民政府县长。正式成立县人民政府后，毕江继续兼任县长。1951年7月至1952年1月，到省委党校学习，结束后被派往大理地区邓川县搞土地改革，任土改工作团负责人。1952年10月，调凤庆县任县委副书记，负责土改工作。1953年12月至1956年10月，担任中共宾川县委副书记。1955年2月至10月，担任宾川县人民委员会县长。
1960年1月，调大理州任副州长。1961年12月至1964年4月，又被下派到永平县任书记处书记兼县长。1965年12月，调大理州政协工作，任第四届大理州政协委员会副主席。文化大革命期间受到迫害，下放到州五七干校劳动三年，直到1975年才调回大理州政协工作，先后在州政协及州委统战部、州委对台办工作。1977年，任出任云南省政协第四届委员会委员、大理州政协第五届委员会副主席、党组副书记，同时兼任大理州委统战部副部长。1984年离休。1992年7月，逝世。